# Гордана Лукич
Гордана Лукич (*10 квітня 1965, Сремска Мітровиця, СФРЮ) — сербська акторка театру і кіно.
Закінчила Факультет драматичного мистецтва (Белград).

## Телебачення
- Доброго ранку, Белграде (1986)
- Село горить, а бабуся комбінує волосся (2009)